# Chinchanahalli, Gauribidanur
Chinchanahalli là một làng thuộc tehsil Gauribidanur, huyện Kolar, bang Karnataka, Ấn Độ.